# Hernán Vigna
Hernán Vigna (Buenos Aires Argentina, 26 de abril de 1977). Es un exfutbolista argentino que jugaba como centrocampista. Desarrolló su carrera tanto en su país como en España, México, Chile y Venezuela.

## Trayectoria
Sus inicios fueron en el Club Atlético San Telmo en 1992, siendo uno de los pilares del club. Fue transferido a Boca Juniors en 1997. Tras un breve paso por el Cádiz CF, en 1999 pasó al Club Necaxa donde jugó el Mundial de Clubes 2000.

Para el Verano 2001 fue transferido al Puebla Fútbol Club, donde estuvo por dos torneos (un año) para ser luego contratado por el Club Santos Laguna el siguiente año.
Para el Clausura 2003 regresó a Necaxa por seis meses, luego de lo cual jugó en el Independiente, la segunda mitad del año 2003. Luego fue cedido por unos meses al Club de Deportes Cobreloa de la Primera División de Chile y disputó el resto del año en el Caracas FC de Venezuela, hasta que finalizó su carrera militando en su país con el Huracán y San Telmo, retirándose en este último club.

## Clubes
| Club               | País      | Año       |
| ------------------ | --------- | --------- |
| San Telmo          | Argentina | 1992-1996 |
| Boca Juniors       | Argentina | 1997-1998 |
| Cádiz CF           | España    | 1999      |
| Club Necaxa        | México    | 1999-2000 |
| Puebla Fútbol Club | México    | 2001      |
| Club Santos Laguna | México    | 2002      |
| Club Necaxa        | México    | 2003      |
| Cobreloa           | Chile     | 2004      |
| Caracas FC         | Venezuela | 2004      |
| CA Huracán         | Argentina | 2005-2007 |
| CA San Telmo       | Argentina | 2007      |